# Tratado de Cherasco
O tratado de Cherasco, que em francês é também chamado de tratado de Querasque, foi celebrado em 6 de abril de 1631 entre o rei de França, o Imperador Fernando II e o Ducado de Saboia colocando um final à Guerra da Sucessão de Mântua: O imperador renuncia aos ducados de Mântua e Monferrato que são atribuídos a Carlos I de Mântua e os Franceses evacuam os Grisões que haviam ocupado.

## O tratado
O tratado de Cherasco designa os dois acordos assinados naquela localidade do Piemonte, que colocaram um fim à Guerra da Sucessão de Mântua (1628-1631), no norte da Itália.
O acordo de 6 de abril de 1631 foi assinado em Cherasco pelos pleni-potenciários do Imperador Fernando II, do rei Luís XIII de França e do duque Vítor Amadeu I de Saboia na presença do legado papal Júlio Mazarino e ainda de representantes de Espanha e de Mântua .
Um outro acordo, celebrado em 19 junho de 1631, confirmou o primeiro e incluía novas disposições respeitantes à retirada das tropas.
Os pontos seguintes detalham as cláusulas do tratado:
- Todas as tropas estrangeiras deveriam retirar-se da região em guerra;
- O duque de Saboia renunciava aos seus direitos sobre o ducado de Monferrato recebendo uma compensação financeira. No entanto, eram-lhe atribuídas as localidades de Trino e Alba, no Monferrato;
- O duque de Nevers, Carlos de Gonzaga era reconhecido como soberano de Mântua;
- Relativamente ao Monferrato, o duque de Nevers seria ainda indemnizado financeiramente pelas duas localidades perdidas[2]  pelo duque de Saboia, recebendo os restantes territórios a título de feudo do imperador e do Império;
- Ferrante II Gonzaga, Duque de Guastalla renuncia aos seus direitos sobre o ducado de Mântua e em compensação recebia Reggiolo e Luzzara, ambas na margem direita do rio Pó.